# Venere, Cupido e Marte (Guercino)
La Venere, Cupido e Marte è un dipinto olio su tela (139×161 cm) del Guercino, datato 1633 e conservato nella Galleria Estense di Modena.

## Storia
L'opera fu commissionata dal duca di Modena Francesco I d'Este per adornare il proprio palazzo di Sassuolo, intorno al 1632-1633, quando il Guercino si trovava in città per realizzare i ritratti di famiglia. Il pagamento finale del quadro risale al 18 gennaio 1634: il pittore ricevette dal guardarobiere di casa, Cesare Cavazza, a titolo di saldo, una somma pari a 126 scudi, mentre nulla si sa circa la cifra che aveva avuto a titolo di acconto, che verosimilmente doveva aggirarsi intorno ai 30 scudi.
Il biografo del pittore, Carlo Cesare Malvasia, cita il quadro come il primo eseguito nell'anno 1634: «Fece per un gentiluomo Modenese un quadro da donare a quel Serenissimo, con una Venere ch'insegna ad Amore di saettare, & un Marte.».
In un documento scritto del Guercino stesso nel novembre del 1633, da destinare al Cavazza, si fa riferimento a un quadro che era in procinto di realizzazione per il duca estense, con la speranza di poterlo finire e consegnare prima di Natale di quello stesso anno (cosa che molto probabilmente avvenne, dato che il pagamento a saldo del dipinto fu del gennaio successivo).
Entrato nella collezione d'Este, il quadro è registrato nel palazzo ducale di Sassuolo, entro la camera dei Sogni, tra il 1692 e il 1694. Francesco III d'Este lo portò poi a Modena dopo la vendita di un intero blocco della collezione che questi attuò, tra il 1745 e il 1746, in favore dell'imperatore Augusto III di Sassonia, al quale furono cedute un centinaio di opere oggi esposte alla Gemäldegalerie di Dresda.
Il dipinto fu poi trafugato dai francesi tra il 1796 e il 1815; ritornato poi in Italia, confluì, assieme a ciò che restava della collezione estense, nella Galleria omonima di Modena dov'è tuttora.

## Descrizione
Il dipinto mostra una sensuale Venere seminuda, adagiata sul letto, che guarda e indica lo spettatore del quadro, simbolico bersaglio della freccia dell'amore che Cupido sta per scoccare contro di lui.
Marte irrompe sul lato della scena scostando la tenda rossa che decora il fondo, come fosse un sipario teatrale. Il dio appare infastidito da ciò che vede, ossia dall'amore che nasce tra lo spettatore (nel caso in questione, il suo proprietario, Francesco I) e la dea. Venere poggia una mano sulla faretra, dov'è impressa un'aquila, simbolo del casato d'Este.
Il gioco prospettico e di dialogo tra le figure dipinte e lo spettatore che ammira l'opera risulta essere uno dei più riusciti della pittura barocca. La figura di Marte sembra rifarsi in maniera evidente al modello utilizzato cinque anni prima per il dipinto già in collezione Albani e oggi a Tatton Park, nel Cheshire.
Non si sa con certezza se la composizione fu concordata con il committente o se fu ideata in tutta libertà dal Guercino. Una lettera del 1641, scritta dal duca e destinata al pittore, lascia propendere verso questa seconda ipotesi, tant'è che il nobile esprime nella sua missiva il desiderio di avere un dipinto di un San Girolamo bizzarro quanto un'altra tela ricevuta in precedenza, verosimilmente la Venere, Cupido e Marte: «[...] desidero che il quadro sia altrettanto bizzarr[o] quanto spirituale [...] mi rimetto alla prudenza di lei circa il fare altra figura che potesse anche meglio rappresentare bizzarria.».